# Neil Davidge
Neil Davidge (nascido em 29 de junho de 1962) é um produtor musical, compositor, compositor de trilhas sonoras, músico e backing vocalista ocasional. Antes associado aos produtores de dança do DNA, ele é mais conhecido como co-escritor e produtor de longa data da produtora de música Massive Attack. Em 1997, ele também produziu o álbum da banda Sunna, One Minute Science. Durante esse tempo, ele estabeleceu uma carreira como compositor de trilhas sonoras de filmes, incluindo projetos como Push, Bullet Boy, Trouble the Water e músicas adicionais para Clash of the Titans.
Os artistas com quem trabalhou incluem Unkle, Damon Albarn, Elizabeth Fraser, Mos Def, David Bowie e Snoop Dogg.
Em 2012, ele compôs a trilha sonora do jogo eletrônico Halo 4 e gravou "The Storm That Brought Me To You" com Tina Dico para a trilha sonora de Clash of the Titans, a primeira faixa vocal pela qual é creditado como artista separadamente do Massive Attack. Em 2017, Davidge compôs a trilha sonora aclamada pela crítica para a série de TV Britannia.

## Carreira

### DNA (1989–1992)
Davidge trabalhou com a dupla britânica DNA no período entre 1989 e 1992, co-produzindo quatro singles e um álbum.

### Massive Attack (1995–presente)
Davidge conheceu Andrew Vowles, do Massive Attack, no início de 1991, e estava nos arredores da Coach House Studios, em Bristol, quando Portishead gravou seu primeiro álbum Dummy, entre 1991 e 1994. Neil foi apresentado ao resto do Massive Attack em 1996 e, logo após, produziu 'The Hunter Gets Captured by the Game', uma música para a trilha sonora de Batman Forever que contou com a vocalista do Everything But The Girl, Tracey Thorn.
Trabalhando em estreita colaboração com Robert Del Naja, do Massive, Neil modelou o som do terceiro álbum da banda, Mezzanine, de 1998, incluindo a música "Teardrop", que se tornou a música tema do drama médico "House". Mezzanine ganhou um Q Award de Melhor Álbum e foi nomeado para um Mercury Award.
Como no Mezzanine, o quarto álbum do Massive Attack, 100th Window, foi amplamente pilotado por Davidge e Robert Del Naja. As sessões foram prolongadas e pressurizadas, o grupo descartou material para reescrever todo a gravação nos últimos seis meses de uma odisseia de três anos. "Algumas grandes coisas foram ditas sobre o Mezzanine e não queríamos nos repetir", diz Neil "Foi um período estranho de isolamento e a estranheza do 11 de setembro, mas chegamos lá no final".
Collected foi o melhor álbum do Massive Attack, lançado em 27 de março de 2006. O álbum foi precedido pelo lançamento do single "Live With Me" em 13 de março. "Live With Me" foi co-escrito e produzido por Davidge.
Heligoland é o quinto álbum de estúdio do Massive Attack, lançado quase exatamente sete anos após 100th Window. Co-produzido por Davidge e Robert Del Naja com produção adicional de Tim Goldsworthy, o disco conta com os vocais de Horace Andy, Tunde Adebimpe, Damon Albarn, Hope Sandoval, Guy Garvey e Martina Topley-Bird. Davidge co-escreveu oito das dez faixas, além de tocar teclado, baixo e guitarra. O álbum foi mixado por Mark "Spike" Stent, embora Davidge tenha produzido e mixado "Paradise Circus".[carece de fontes?]

### Projetos de cinema (2004–presente)
Em 2004, Luc Besson procurou Davidge e Robert Del Naja para gravar o filme Danny The Dog, mais tarde renomeado para Unleashed. Seguiram-se composições para Bullet Boy, Battle in Seattle e Trouble the Water, que recebeu uma indicação ao Oscar como Melhor Documentário. É um estudo comovente sobre as pessoas deslocadas pelo furacão Katrina, que ganhou o 'Melhor Documentário' no Festival Sundance de Cinema de 2008. Trabalhando com Snoop Dogg, Neil também pontuou a música para In Prison My Whole Life, um documentário sobre o jornalista americano Mumia Abu-Jamal, no corredor da morte.
Longe de suas colaborações com Robert, Neil compôs a música para Push, dirigido por Paul McGuigan, e forneceu música adicional ao filme Clash of the Titans da Warner Brothers, trabalhando ao lado do compositor Ramin Djawadi. Ele foi abordado pelo diretor Louis Leterrier para substituir Matt Bellamy do Muse, que teve que se retirar devido a compromissos de turnê nos EUA.

### Halo 4 Original Soundtrack(2012)
Em 11 de abril de 2012, Davidge revelou ser o compositor da Halo 4 Original Soundtrack, a trilha sonora oficial do jogo eletrônico de Halo 4.

### Estreia do álbum soloSlo Light(2014)
Davidge estabeleceu seu próprio estúdio em 2010 e, desde então, trabalha em vários projetos, incluindo seu próximo álbum solo de estreia, intitulado Slo Light. Com vocalistas convidados, incluindo Jhelisa Anderson, Sandie Shaw e Cate Le Bon, o álbum foi lançado em fevereiro de 2014.

## Discografia
| Ano                    | Artista                    | Projeto                           | Gravadora                                |
| Produtor/Compositor    | Produtor/Compositor        | Produtor/Compositor               | Produtor/Compositor                      |
| ---------------------- | -------------------------- | --------------------------------- | ---------------------------------------- |
| 1997–1999              | Massive Attack             | Mezzanine                         | Virgin/10                                |
| 1999                   | Sunna                      | One Minute Science                | Virgin/Melankolic                        |
| 2000–2003              | Massive Attack             | 100th Window                      | Virgin 10                                |
| 2004                   | Massive Attack             | Danny the Dog/Unleashed           | Virgin/EMI                               |
| 2005                   | Davidge/Del Naja           | Bullet Boy Score                  |                                          |
| 2006–2007              | Massive Attack             | Collected                         | Virgin/EMI                               |
| 2006–2007              | Massive Attack             | Live with me                      | Virgin/EMI                               |
| 2007                   | Massive Attack             | False Flags/United Snakes         | Virgin/EMI                               |
| 2007                   | Davidge/Del Naja           | In Prison my Whole Life score     |                                          |
| 2007                   | Davidge/Del Naja           | Trouble the Water score           |                                          |
| 2007                   | Davidge/Del Naja           | Battle in Seattle                 |                                          |
| 2008                   | Davidge/Del Naja           | The Hulk                          | Marvel studios                           |
| 2010                   | Massive Attack             | Heligoland                        | Virgin/EMI                               |
| 2009                   | Neil Davidge               | trilha sonora de Push             | Warner Bros.                             |
| 2012                   | Neil Davidge               | Halo 4 Original Soundtrack        | Microsoft/343 Industries/7Hz Productions |
| 2014                   | Neil Davidge               | Slo Light (álbum solo de estreia) | 7Hz Productions                          |
| Co-produtor/Compositor |                            |                                   |                                          |
| Ano                    | Artista                    | Faixa                             | Gravadora                                |
| 1996                   | Massive Attack             | Hunter                            | Batman Soundtrack/Atlantic               |
| 1996                   | Massive Attack             | Fake The Aroma                    | Help/Go Disc                             |
| 1996                   | Massive Attack             | Euro 96 / Euro zero zero          |                                          |
| 1996                   | Massive Attack             | Wire                              | Welcome to Sarajevo                      |
| 1996                   | Massive Attack             | Hymn of the Big Wheel             | The Fan                                  |
| 1997                   | Massive Attack             | Metal and Dissolved Girl          | The Jackal                               |
| 1998                   | Unkle featuring Thom Yorke | Rabbit in Your Headlights         | Unkle Project/Mo Wax                     |
| 1998                   | Manic Street Preachers     | If You Tolerate This              | Epic                                     |
| 1998                   | Massive Attack             | Angel                             | Adidas                                   |
| 1998                   | Massive Attack             | Inertia Creeps                    | Levi's                                   |
| 1998                   | Liz Fraser                 | Sailing On                        | A Winters Guest                          |
| 1999                   | The Prodigy featuring 3D   | No Souvenirs                      | XL                                       |
| 1999                   | Massive Attack             | Angel                             | End of Days                              |
| 1999                   | Massive Attack             | Dissolved Girl                    | The Matrix                               |
| 2000                   | Primal Scream              | Exterminator                      | XL                                       |
| 2000                   | Massive Attack             | Angel                             | Snatch                                   |
| 2000                   | Massive Attack             | Angel                             | Armani                                   |
| 2000                   | Sunna                      | Powerstruggle                     | Hollow Man                               |
| 2001                   | Mos Def                    | I against I                       | Blade 2                                  |
| 2001                   | David Bowie                | Nature Boy                        | Moulin Rouge!                            |
| 2001                   | A Perfect Circle           | 3 Libras (Massive Attack remix)   |                                          |
| 2001                   | Lupine Howl                | Vaporizor (Massive Attack remix)  | Beggars Banquet                          |
| 2001                   | The Dandy Warhols          | Demos                             | Capitol                                  |
| 2004                   | Unkle                      | Invasion                          | Global underground                       |
| 2006                   | Unkle                      | Twilight                          | Global underground                       |